# Miconia tovarensis
Miconia tovarensis är en tvåhjärtbladig växtart som beskrevs av Célestin Alfred Cogniaux. Miconia tovarensis ingår i släktet Miconia och familjen Melastomataceae. Inga underarter finns listade i Catalogue of Life.